# Jeckenbach
Jeckenbach là một đô thị thuộc huyện Bad Kreuznach trong bang Rheinland-Pfalz, phía tây nước Đức. Đô thị Jeckenbach có diện tích 6,28 km², dân số thời điểm ngày 31 tháng 12 năm 2006 là 300 người.